# Ichterloh
Das Naturschutzgebiet Ichterloh liegt auf dem Gebiet der Gemeinden Ascheberg und Nordkirchen im Kreis Coesfeld in Nordrhein-Westfalen. 
Das etwa 217 ha große Gebiet, das im Jahr 1991 unter Naturschutz gestellt wurde, erstreckt sich zwischen dem Kernort Ascheberg im Nordosten und dem Kernort Nordkirchen im Südwesten. Östlich des Gebietes verläuft die A 1 und südlich die Landesstraße L 671. Nördlich fließt der Teufelsbach.